# Fenyves Loránd
Fenyves Loránd, Lorand Fenyves (Budapest, 1918. február 20. – Zürich, 2004. március 23.) magyarországi születésű izraeli–kanadai hegedűművész és -tanár.

## Életpályája
A Zeneakadémián Studer Oszkár növendéke volt. Az 1933–34-es tanévben megkapta az akadémia Hubay Jenő-díját, a következő, utolsó évét már a mester művészképzőjében végezte el.
1936-ban a Budapestre látogató Bronisław Huberman felkérésére elvállalta az akkor alakuló Palesztinai Szimfonikus Zenekar (1948-tól Izraeli Filharmonikusok) koncertmesteri posztját. 1957-ben elhagyta Izraelt, Genfbe költözött, ahol az Ernest Ansermet vezette Suisse Romande Zenekar hangversenymestere és a Genfi Konzervatórium tanára lett. 1966-ban Torontoba vezetett tovább az útja: a zenekari muzsikálást abbahagyta, csak a koncertezésnek és a tanításnak szentelte idejét, a Torontói Egyetemen dolgozott; 1983-tól emeritus professzorként. 1966–1977 között a kanadai Nemzeti Ifjúsági Zenekar karnagya és hegedűtanára volt. 1985-től a Nyugat-ontariói Egyetemen is tanított. Tanítványai volt többek között Adele Armin, Otto Armin, Steven Dann, Victor Martin és Erika Raum. 50 év után, 1986-ban látogatott el újból Magyarországra.
Toscanini, majd Bernstein és más világhírű karmester keze alatt játszott koncertmesterként, de szerepelt szólistaként is. Budapesti kollégáival – köztük nővérével együtt – megalakította, és két évtizeden át vezette az Izrael Vonósnégyest, melynek tagjai Fenyves Alice mellett  Pártos Ödön és a csellista dr. Vincze László voltak. Sok más Magyarországról elszármazott zenésszel együtt alapító professzora volt a Tel Avivi Zeneakadémiának is.
1961-ben vásárolt, 1720 körül készült, ma már Fenyves nevét viselő Stradivariusát 2006-ban másfél millió dollárért árverezték el.

## Díjai, elismerései
- Hubay Jenő-díj (1933–34)
- Pro Cultura Hungarica Emlékplakett (1993)
- A Magyar Köztársasági Érdemrend középkeresztje (1998)